# Marialina Marcucci
Marialina Marcucci (Barga, 28 gennaio 1954) è un'imprenditrice, politica e editrice italiana attiva soprattutto nel campo di quella televisiva.
Fondatrice di Videomusic, proprietaria di Super Channel, Presidentessa della Fondazione Carnevale Di Viareggio ed editrice del quotidiano l'Unità, fu anche per un quinquennio consigliera eletta e vicepresidente della Regione Toscana.

## Biografia
Nata a Barga e residente a Castelvecchio Pascoli, in provincia di Lucca, figlia dell'imprenditore farmaceutico Guelfo Marcucci (attivo anche nella televisione e nell'industria cartaria fino alla fine degli anni '90), è sorella di Andrea, anch'egli imprenditore e politico (già sottosegretario ai beni culturali nel governo Prodi II, deputato liberale e senatore del PD, di cui è stato capogruppo), e di Paolo Marcucci, amministratore delegato di Kedrion.
Conseguito il diploma di scuola superiore, nel 1984 fonda Videomusic, attraverso la società Beta Television, di cui diventa presidente. Videomusic inizia come televisione per un target giovane-adulto a carattere musicale, è stata acquistata nel 1995 dal Gruppo Cecchi Gori.
A novembre 1988 è l'artefice dell'acquisizione della maggioranza azionaria di Super Channel, canale televisivo britannico-paneuropea che sostituì Music Box. In qualità di Managing Director, in cinque anni ha trasformato l'immagine dell'emittente, rivoluzionato il palinsesto e riposizionato il target sul segmento giovani-adulti europei che parlano inglese come seconda lingua. L'emittente è stata acquistata nell'ottobre 1993 dall'americana NBC.
È stata presidente del Gruppo Marcucci Comunicazione, che ha raggruppato varie società europee nel settore televisivo, della trasmissione e dell'interattività: Artes, società editrice del TG di Videomusic e di Elefante TV; Televisual, specializzata nel settore della multimedialità e dell'interattività; SIT, trasmissioni via etere e via satellite; Super Hellas.
Nell'ottobre 1994 fonda, insieme a Ezio Guaitamacchi, il mensile di musica Jam.
A maggio 2000, al termine del suo mandato, è tornata a svolgere il ruolo di imprenditore, costituendo la società Brama Editrice, editore della testata TIME OUT Roma e TIME OUT MILANO, di cui è stata Presidente sino al 2002, e Ultima S.r.l., società di servizi che opera nel settore della comunicazione.
Dall'aprile 2001 è stata membro del consiglio di amministrazione e, da gennaio 2002, presidente de L'Unità, quotidiano nazionale di politica, economia e cultura, fino al maggio 2008, tramite la nuova proprietà Nuove Iniziative Editoriali, di cui Marialina Marcucci fu socia. Alla fine dello stesso anno ha fondato Campus Studi del Mediterraneo, fondazione che gestisce, in collaborazione con Atenei italiani e internazionali, corsi universitari.
Il 6 maggio 2016 viene nominata presidente della Fondazione Carnevale di Viareggio, prima donna della storia a ricoprire questa carica.
Nell'ottobre 2020 è vincitrice del Premio Marisa Bellisario "Donne che fanno la differenza".

### Attività politica
A maggio del 1995, dopo essersi dimessa da ogni carica o incarico del Gruppo Marcucci, è stata candidata alle elezioni regionali in Toscana di quell'anno nel collegio regionale "Toscana Democratica" in quota Patto dei Democratici, a sostegno della mozione del presidente uscente Vannino Chiti, venendo eletta in consiglio regionale della Toscana. Successivamente viene nominata vicepresidente della Regione Toscana e assessore con deleghe regionali alla cultura, alla comunicazione e allo spettacolo.
Nel 1999, le vengono assegnate le deleghe anche al turismo, alta tecnologia, emigrazione e investimenti nei beni culturali.
Dal 2007 è presidente della Robert Kennedy Foundation of Europe onlus, una fondazione no profit, la cui presidente onoraria è la figlia Mary Kerry.